# Robert von Tarent

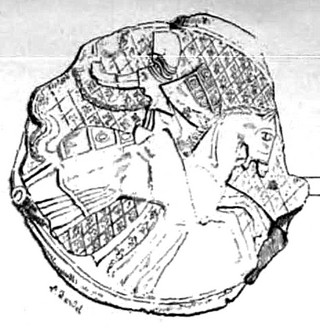
Das Siegel Roberts von Tarent

Das Wappen Roberts von Tarent

Robert von Tarent (italienisch Roberto di Taranto; * um 1318; † 17. September 1364 in Neapel) war ein Fürst von Tarent, Regnum Albaniae und Achaia, sowie Titularkaiser von Konstantinopel aus dem älteren Haus Anjou. Er war der älteste Sohn von Philipp I. von Tarent und dessen zweiter Ehefrau Katharina von Valois-Courtenay, Titularkaiserin von Konstantinopel und Regentin des Fürstentums Achaia.

## Leben
Robert beerbte seinen Vater 1332, unter der Vormundschaft seiner Mutter, in Tarent und Albanien (Romanien) sowie als Oberlehnsherr des Fürstentums Achaia. Dort regierte sein Onkel Johann von Gravina, der sich aber weigerte, seinem Neffen zu huldigen. Roberts Mutter ging daher mit Johann einen Kompromiss ein, in dem Johann Achaia zugunsten Roberts aufgab im Tausch für das Fürstentum Albanien, wo er sich fortan Herzog von Durazzo nannte, und einer Zahlung von 5.000 Goldunzen. Dieser Tauschhandel wurde 1333 vom Papst und 1338 von König Robert von Neapel bestätigt. Nachdem seine Mutter 1346 gestorben war, erbte Robert von ihr den inhaltslosen Titel eines Kaisers von Konstantinopel (als Robert II.) und übergab seinem jüngeren Bruder Ludwig das Fürstentum Tarent.
Im Königreich Neapel mischte Robert in den Intrigen am Hof Königin Johannas I. mit, war vermutlich in der Ermordung des Andreas von Ungarn verstrickt und gelangte nach der Hochzeit Johannas mit seinem Bruder Ludwig 1347 in die Position eines Generalkapitäns des Königreiches. Im selben Jahr blieb Robert nach der Invasion des Königreiches durch König Ludwig I. von Ungarn in Neapel, während sein Bruder mit der Königin in die Provence floh. Obwohl Robert den König von Ungarn als neuen Regenten anerkannte, wurde er von diesem gefangen genommen und nach Ungarn verbracht.
Als er im März 1352 freigelassen wurde, übergab er Pietro II. Tocco, der an seiner Befreiung „hart“ mitgearbeitet hatte, laut Privileg aus dem Jahr 1353, die Lehen Martina und Santa Maria della Vetrana (bei Castellana Grotte) in der Provinz Tarent und Pomigliano d’Arco in der Metropolitanstadt Neapel. Am 26. September 1353 erhielt sein Bruder Leonardo I. von Robert die Baronie Tocco, Vitulano, Casafolese und Pietra di Tocco in der Nähe von Tocco Caudio.
Robert, der den Wunsch hatte, das Reich von Konstantinopel für seine Mutter, Katharina von Valois-Courtenay, Titularkaiserin von Konstantinopel, zurückzuerobern, begab sich mit den beiden Tocco-Brüdern Pietro II. und Leonardo I. 1353/54 nach Griechenland, wo es ihnen gelang Korfu, Kefalonia, Zakynthos, Ithaka, Arta, die Festung Vonitsa und andere Orte auf dem Festland von Morea unter ihre Kontrolle zu bringen. Robert betitelte sich Herzog von Lefkada und machte Leonardo I. Tocco 1357 zum 1. Pfalzgrafen von Kefalonia. Während Leonhard als Generalkapitän zurückblieb, kehrten Robert und Pietro II. 1364 nach Neapel zurück.
Leonhard gehörte zu den Gesandten, die sich 1374 nach Neapel begaben, um der Königin Johanna I., nach dem Tod von Philipp II. von Tarent das Fürstentum Achaia anzubieten.
Bevor Robert starb, ernannte er seinen jüngsten Bruder Philipp II. zu seinem Erben. Robert starb am 17. September 1364 in Neapel und wurde dort in der Chiesa di San Giorgio Maggiore bestattet. 1471 ließ Andrea Agnese, Kanoniker der Kirche, hinter dem Hauptaltar ein Grab mit der folgenden Grabinschrift errichten:
„ILLVSTRI ROBERTI ANDEGAVENSI BIZANTINORVM IMPE-
RATORI, TARENTINORVMQVE PRINCIPI,
CAROLI VTRIVSQUE SICILIÆ
 REGIS EX PHILIPPO FILIO NEPO-
TI AB ANNO M. CCCLXIIII. OSCVURE IA-
CENTI VSQVE DVM ANNVM M. CCCCLXXI.
 ANDREÆ AGNESIS HVIVS TEMPLI PRÆSI-
DIS PIETATE AC DILIGENTIA LOCVS DATVS EST.“
Das Epitaph wurde später entfernt, um dort den Priesterchor zu errichten. Es wurde in einer Ecke des linken Kirchenflügels, wo die Insignien der Lilien mit denen des Reiches von Konstantinopel zu sehen sind. Als die Kirche 1640 durch einen Brand fast vollständig zerstört wurde und wieder aufgebaut werden musste, wurde auch das Grab von Robert zerstört.

## Familie
Robert heiratete am 9. September 1347 in der Chiesa di San Giorgio Maggiore in Neapel Marie de Bourbon († 1387 in Neapel), eine Tochter des Herzogs Ludwig I. von Bourbon. Sie wurde in der Chiesa Santa Maria la Nova beerdigt. Das Paar hatte folgende Kinder:
- Katharina (* 1347; † 1362)
- Francesca (* 1349; † jung)